# Équipe cycliste Utensilnord (2009)
Ne doit pas être confondu avec l'équipe cycliste Utensilnord (2014-2015), fondée en 2010 et qui a changé de nom pour Utensilnord en 2014.
L'équipe cycliste Utensilnord est une ancienne formation polonaise de cyclisme professionnel sur route. En tant qu'équipe continentale, elle ne prenait part qu'aux épreuves des circuits continentaux. Dès la fin de sa première année d'existence, l'équipe disparaît.

## Classements UCI
L'équipe participe aux circuits continentaux et principalement à des épreuves de l'UCI Europe Tour. Les tableaux ci-dessous présentent les classements de l'équipe sur les différents circuits, ainsi que son meilleur coureur au classement individuel.
UCI America Tour
| Saison | Classement par équipes | Meilleur coureur au classement individuel |
| ------ | ---------------------- | ----------------------------------------- |
| 2009   | 44e                    | Emiliano Donadello (349e)                 |

## Saison 2009

### Effectif
| Coureur             | Date de naissance | Nationalité | Équipe 2008                     | Équipe 2010                  |
| ------------------- | ----------------- | ----------- | ------------------------------- | ---------------------------- |
| Fabrizio Amerighi   | 06.11.1982        | Italie      | néo-pro                         |                              |
| Niklas Axelsson     | 15.05.1972        | Suède       | Serramenti PVC Diquigiovanni    | suspension                   |
| Carlo Corrà         | 13.01.1984        | Italie      | Preti Mangimi                   |                              |
| Marco Corsini       | 04.02.1981        | Italie      | NGC Medical-OTC Industria Porte |                              |
| Emiliano Donadello  | 19.04.1983        | Italie      | Serramenti PVC Diquigiovanni    |                              |
| Grzegorz Grabarek   | 26.11.1989        | Pologne     | néo-pro                         |                              |
| Pawel Grabarek      | 26.06.1988        | Pologne     | néo-pro                         |                              |
| Serhiy Honchar      | 03.07.1970        | Ukraine     | Preti Mangimi                   | fin de carrière              |
| Wojciech Kaczmarski | 03.05.1986        | Pologne     | néo-pro                         | Legia-Felt                   |
| Marek Konwa         | 11.03.1990        | Pologne     | néo-pro                         | Aktio Group Mostostal Puławy |
| Piotr Noga          | 05.10.1990        | Pologne     | néo-pro                         |                              |
| Andrea Pagoto       | 11.07.1985        | Italie      | CSF Group-Navigare              |                              |
| Bruno Rizzi         | 03.11.1983        | Italie      | NGC Medical-OTC Industria Porte | Tusnad                       |
| Kacper Szczepaniak  | 21.11.1990        | Pologne     | néo-pro                         |                              |
| Pawel Szczepaniak   | 22.03.1989        | Pologne     | néo-pro                         |                              |
| Adam Wadecki        | 23.12.1977        | Pologne     | Kalev Sport                     | Aktio Group                  |
| Pawel Wojczal       | 27.06.1990        | Pologne     | néo-pro                         |                              |